# فرانك كار
فرانك كار (بالإنجليزية: Frank Carr)‏ (21 أبريل 1919 في المملكة المتحدة - 1 يوليو 2010 في المملكة المتحدة) هو لاعب كرة قدم بريطاني (وحمل سابقاً جنسية المملكة المتحدة لبريطانيا العظمى وأيرلندا) في مركز الهجوم. لعب مع نادي روذرهام يونايتد ونادي يورك سيتي.